# Тукоджі Рао I
Тукоджі Рао I (гінді तुकोजी होल्कर; 26 червня 1723 —15 серпня 1797) — магараджа князівства Індаур у 1795–1797 роках. Також відомий як Шрімант Сардар Тукоджі Рао Холкар.

## Життєпис
Походив з маратхського роду Холкарів. Онук Хандуджі Рао, син шріманта Тануджі. Народився 1723 року. З 1740-х років брав участь у військових кампаніях свого небожа Малхар Рао I. Останні 1754 року після загибелі власного сина Ханде Рао всиновив Тукоджі Рао.
Відзначився у військових кампаніях 1757—1759 років до Пенджабу, зокрема в битвах при Пешаварі і Лахорі у 1758 і 1759 роках відповідно, коли спільно з іншими маратхськимив ійськами на сікхами на чолі з джатедаром Джассою Сінґхом Ахлувалією вдалося завдати поразок дурранійському війську. Потім зумів зайняти Джалалабад, де переміг Джахан Хана. 1761 року брав участь у битві при Паніпаті, де маратхська коаліція зазнала поразки від Ахмед-шаха Дуррані. 1764 року брав участь у військовій кампанії пешви Мадхав Рао I проти майсурського султана Гайдара Алі.
1767 року після смерті магараджи Мале Рао влада перейшла до його матері Ахіл'я Баї, яка зробила Тукоджі Рао своїм військовим заступником (субгедаром). Того ж року очолив військо (разом з допомогою з Вадодари, Гваліору і Нагпуру) проти повсталого девана (першого міністра) Ґангадхар Рао та його союзника Раґханатх Рао (стрийка пешви Мадхав Рао I). Невдовзі до Тукоджі Рао приєдналася магарані Ахіл'я Баї. Супротивник не наважився на бій, відступивши.
У 1775—1782 роках очолював допоміжні війська, що брали участь у Першій англо-маратхській війні. Відзначився 1779 року в битві біля Вадгаона. Саме він спільно з командувачами пешви — Паршурамбхою і Харіпантом Пхадке — у квітні 1781 року переміг британське військо на чолі із Томасом Годдардом в битві при Бхор-Ґат, чим завадили наступу на Пуну. Завдяки цьому війну було завершено вже у 1782 року на користь Мадхав Рао II.
У 1787—1789 роках успішно протидіяв нападам раджпутів з князівств Марвар і Джайпур. Також намагався поліпшити якість війська, збільшити кількість вогнепальної зброї. Водночас поступово став перебирати зовнішню політику на себе. 1791 року стикнувся з заколотом власного сина Малхар Рао, що бажав більшої влади. Його було приборкано лише у 1792 році.
Намагався посилити вплив на пешву та владу над раджпутськими князівства, які переживали занепад. В цьому стикнувся з Махаджі Скіндією, магараджею Гваліору. 1792 року почалося відкрите протистояння, нападом Гопал Рао Бхау, одного з командувачів скіндії, на табір Тукоджі Рао. 1793 року у вирішальній багатоденній битві 27 травня — 1 червня біля Лакхаїрі Тукоджі Рао, (маючи 25 тис. війська, 2 тис. мушкетерів і 38 гармат) зазнав нищівної поразки від гваліорського війська у 26 тис. і 80 гармат.
1795 року після смерті магарані спадкував владу. Активно готувався до реваншу у боротьбі зі Скіндіями, відновлюючи військо. Того ж року брав участь у військовій кампаній під орудою пешви проти Асаф Джаха II, нізама Гайдарабаду, і перемозі над ним в битві біля Харді. Помер Тукоджі Рао I 1797 року в Пуні. Владу перебрав його старший син Каші Рао.